# Antonio Prieto (ator)
Antonio Prieto (Iquique, 26 de maio de 1926 - Santiago, 14 de julho de 2011) foi um ator e músico chileno que desenvolveu parte de sua carreira atuando na Argentina e Espanha.
Também foi um cantor popular, ele lançou um hit internacional em 1961: "La novia". Em 1995, lançou um CD dos 20 maiores hits, que incluía "La novia" e "El milagro". Ele também fez uma versão muito popular  de uma música do cantor italiano Domenico Modugno chamado de "Professor de Violino" (em espanhol "El Maestro de Violino").